# Christian Franzen
Christian Franzen y Nisser (1864-1923) va ser un fotògraf nascut en Dinamarca que va desenvolupar la seva labor fotogràfica a Madrid; anomenat "fotògraf de reis i rei dels fotògrafs", fou el primer a realitzar a Espanya fotografies al magnesi i al llarg de la seva vida va fotografiar a gairebé tota la noblesa espanyola de la cort d'Alfons XIII.
Franzen va ser un dels fotògrafs preferits de la Família Reial i de l'aristocràcia. Són famosos els seus retrats del rei Alfons XIII, de la seva esposa la reina Victòria Eugènia i de la regent Maria Cristina d'Habsburg-Lorena, de qui s'afirma que professava cert afecte al fotògraf.
Des de 1901 va tenir el seu estudi en el número 11 del carrer del Príncipe de Madrid.
Va col·laborar amb la revista Blanco y Negro, on il·lustra tres de les seves seccions: Estudios fisonómicos, Madrid de Noche i Fotografías íntimas.
La seva labor fotogràfica es desenvolupa també dins dels salons de l'aristocràcia madrilenya on es reunien les figures més importants de la societat econòmica i cultural.
Realitza les il·lustracions del llibre Salones de Madrid.
La seva obra com a retratista inclou periodistes, polítics com Sagasta, escriptors com Concha Espina i Emilia Pardo Bazán i pintors com Sorolla a qui va retratar en el seu estudi madrileny.